# Geografia da Tanzânia

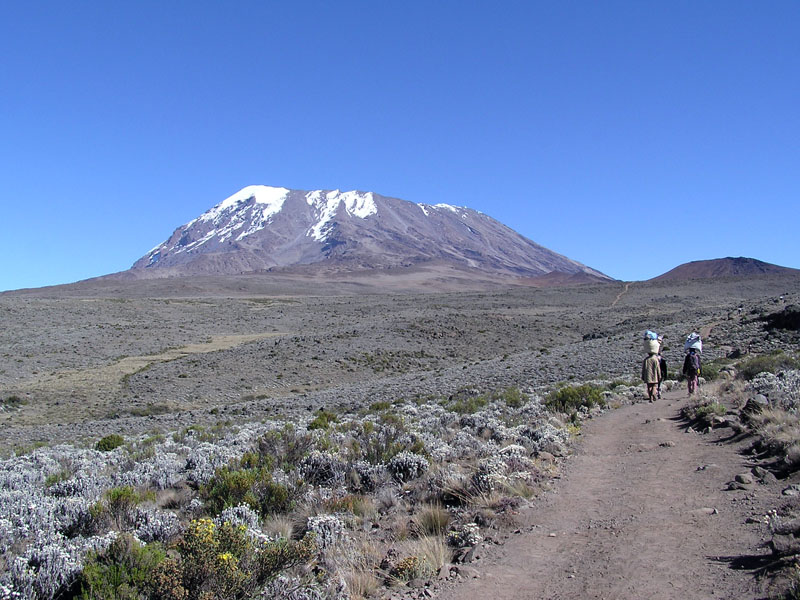
Monte Kilimanjaro.

Com 945.087 km ², a Tanzânia é o 31º maior país do mundo. Trata-se de uma dimensão comparável à Nigéria. 
A Tanzânia é montanhosa no norte-leste, onde está situado o Monte Kilimanjaro, o pico mais alto da África. Para o norte e oeste são os Grandes Lagos como o lago Vitória (o maior lago da África) e o lago Tanganica (o lago mais profundo da África, conhecido por suas espécies únicas de peixes, e um dos mais antigos do mundo. Na zona meridional fica o lago Rukwa, sujeito a grandes alterações de nível, o lago Ngozi, lago de cratera na cordilheira dos montes Kipengere e o lago Malawi ou lago Niassa, fronteiro ao Malawi e Moçambique. Um rio de relevo é o rio Rufiji, com cerca de 600 km de comprimento, dos quais 100 navegáveis, que drena para o oceano Índico pelo canal de Mafia.
Na Tanzânia central existe um grande planalto, com planícies e terras aráveis. A costa oriental é quente e úmida, com a ilha de Zanzibar. 
A Tanzânia contém muitos grandes parques de fauna silvestre ecologicamente importantes, como a famosa Cratera Ngorongoro, no Parque Nacional de Serengueti ao norte.
O governo da Tanzânia, através do seu departamento de turismo, deu início a uma campanha para promover a queda d'água Kalambo, no sudoeste da país, como um dos destinos turísticos da Tanzânia. As quedas Kalambo estão localizados perto da extremidade sul do lago Tanganica.